# Стриппер

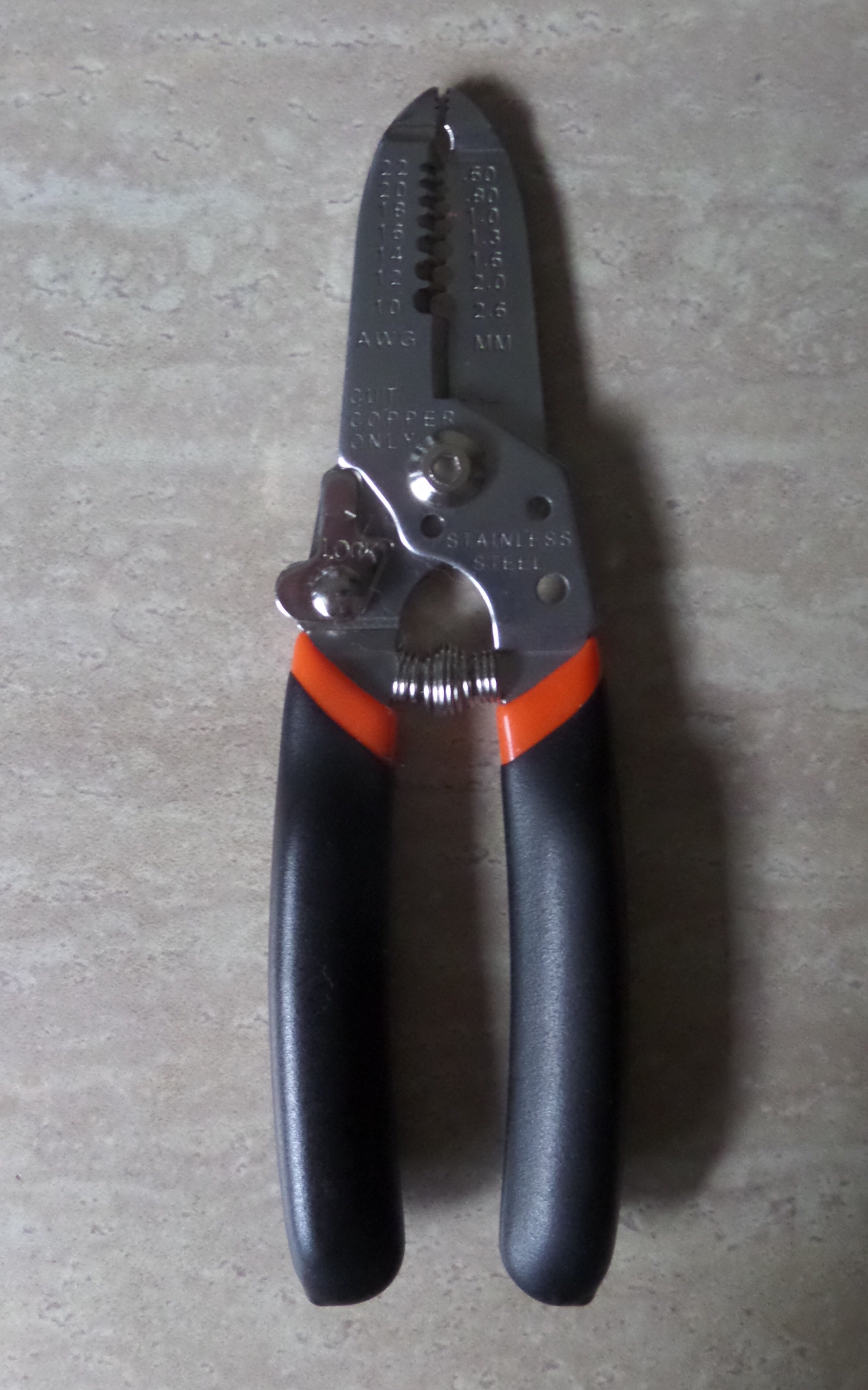
Стриперы

Съёмник изоляции, или стриппер (англ. wire stripper) — электромонтажный инструмент, предназначенный для удаления изоляции с концов проводов или разделки кабеля при электромонтажных работах.

## Типы стрипперов
- Простые модели представляют собой инструмент, по принципу работы схожий с бокорезами и служащий для снятия изоляции с отдельных жил. Лезвия такого инструмента снабжены несколькими выемками различного диаметра, рассчитанными на жилы того или иного сечения.
- Ручной полуавтоматический стриппер снабжен двумя парами губок с лезвиями. При работе с таким стриппером конец кабеля помещается в рабочую зону инструмента, и при смыкании ручек лезвия надрезают изоляцию, а губки снимают её с жилы. Такой тип стриппера оборудован регулируемым упором, позволяющим точно регулировать длину оголяемого участка провода. Инструмент российского производства имеет название-аббревиатуру КСИ (клещи для снятия изоляции), например, КСИ-1М, КСИ-2М.[1]
- Автоматический тип стриппера. Многофункциональный автоматический съёмник изоляции проводов выполняет также скручивание жил кабеля. Все операции делаются одновременно и последовательно: изоляция обрезается, снимается, медные жилы скручиваются[2].
- Стриппер для витой пары представляет собой зажим со встроенным лезвием (приблизительно как у канцелярского ножа). Такой стриппер позволяет предельно аккуратно надрезать внешнюю изоляцию кабеля. Кроме витой пары, таким стриппером можно подготовить коаксиальный кабель для навинчивания F-коннектора.
- Стриппер для коаксиального кабеля внешне схож с предыдущей моделью. Отличается наличием двух лезвий и сменной вставкой зажима для работы с проводом различного сечения. Два лезвия необходимы для практически одновременного надрезания как внешней, так и внутренней изоляции коаксиального кабеля. Такой инструмент требует точной настройки с учётом сечения кабеля, толщины внешней изоляции и толщины центральной жилы. Этим типом стриппера подготавливают кабель для работы с обжимными коннекторами.
- Стриппер для силового кабеля представляет собой зажим с так называемым плавающим лезвием. За счёт своеобразной конструкции лезвия позволяет надрезать изоляцию как поперёк, так и вдоль кабеля, что весьма полезно при необходимости заголить участок кабеля, удалённый от конца. Этот инструмент предусматривает настройку под толщину изоляции конкретного кабеля.
- Стриппер для снятия лакового слоя с оптических волокон представляет собой с виду простой, но дорогой и прецизионный инструмент, в котором размеры выемки для оптического волокна крайне малы и должны отвечать очень строгим допускам: такой стриппер должен снимать с оптического волокна тончайший лаковый слой и при этом не расколоть стекло самого волокна.

## Галерея

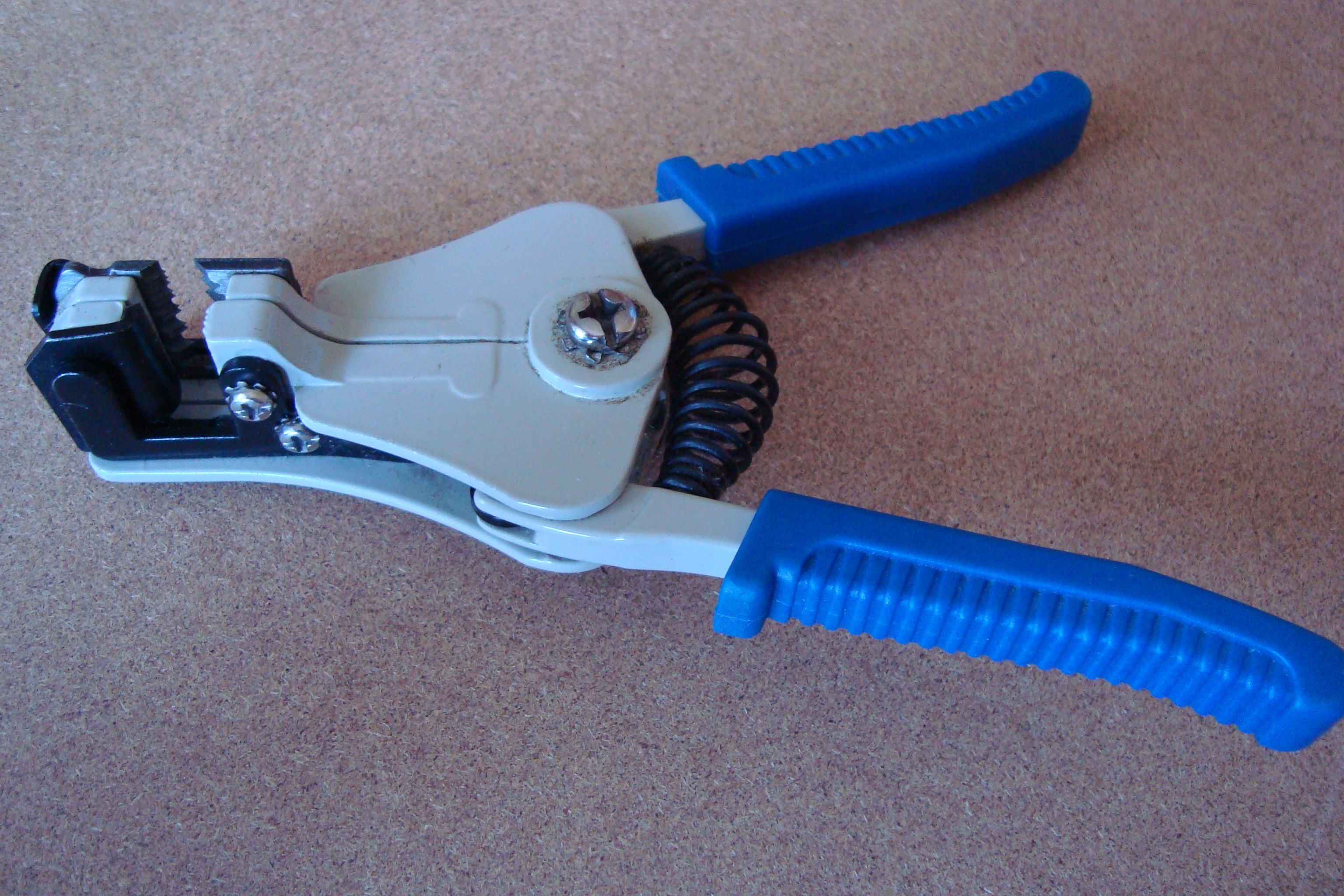
«Автоматический» стриппер с возвратным механизмом
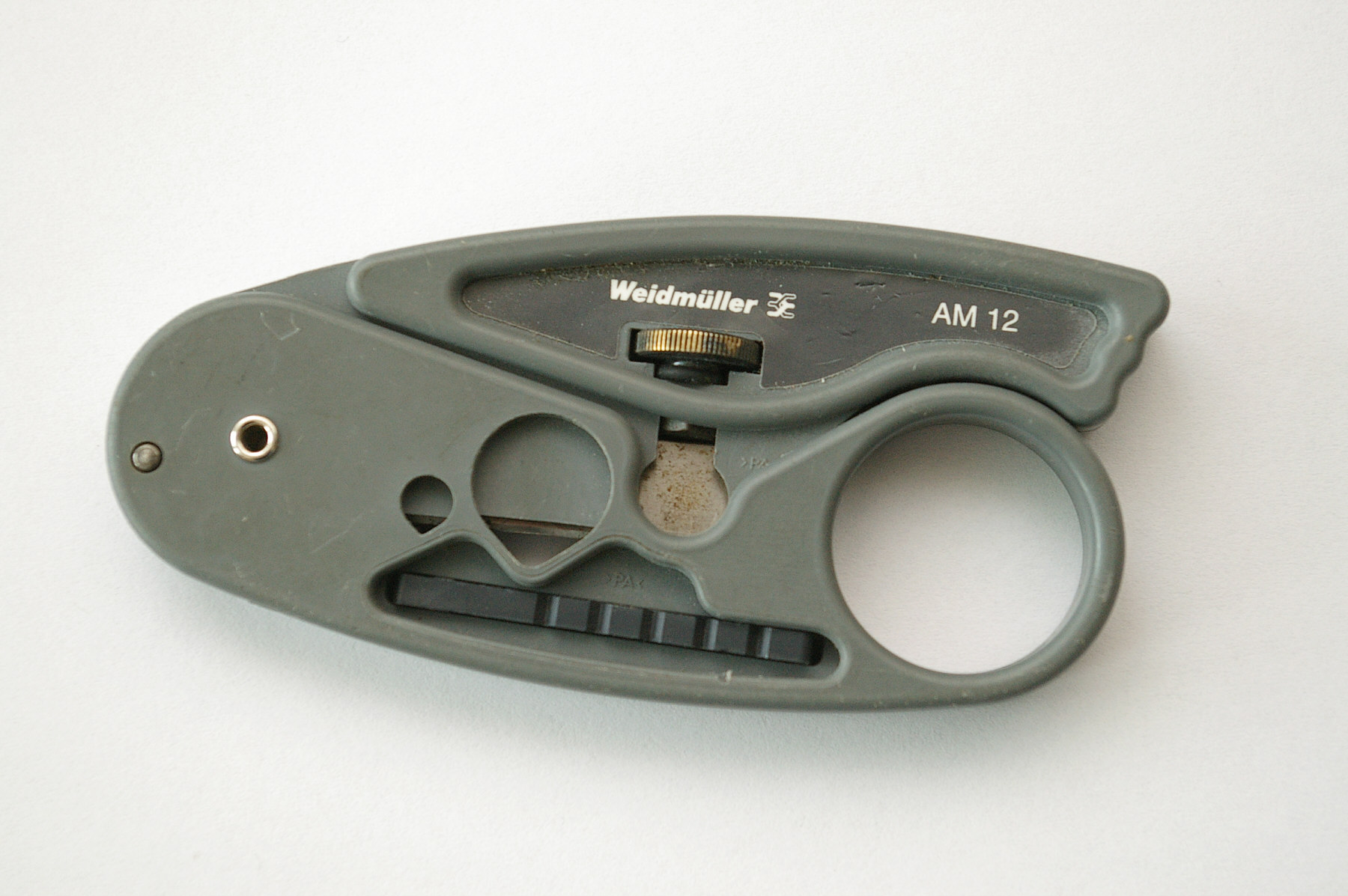
Стриппер для витой пары или для разделки коаксиального кабеля под F-коннектор
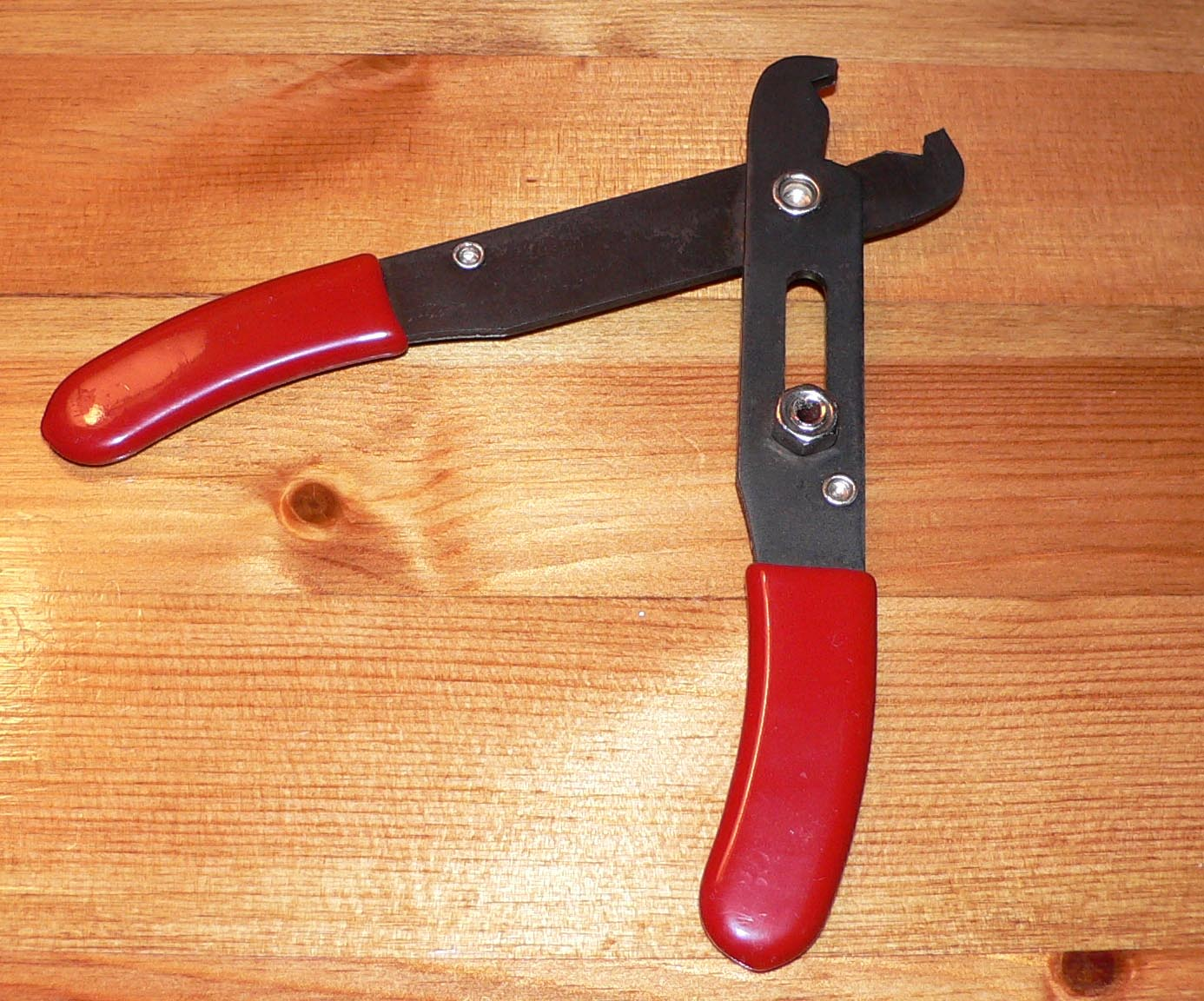
Простейший стриппер
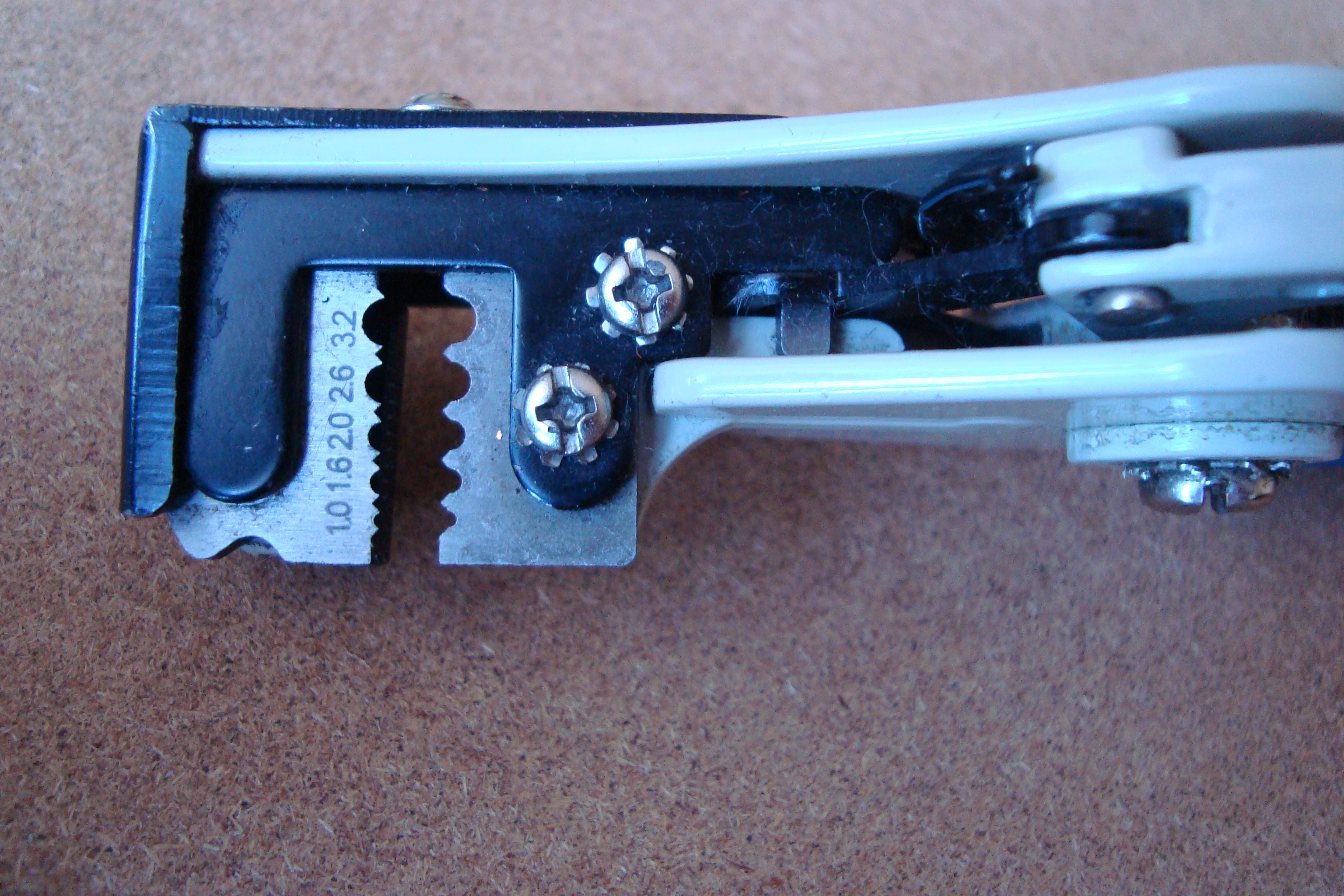
Рабочая часть инструмента, градуированная в зависимости от диаметра жилы
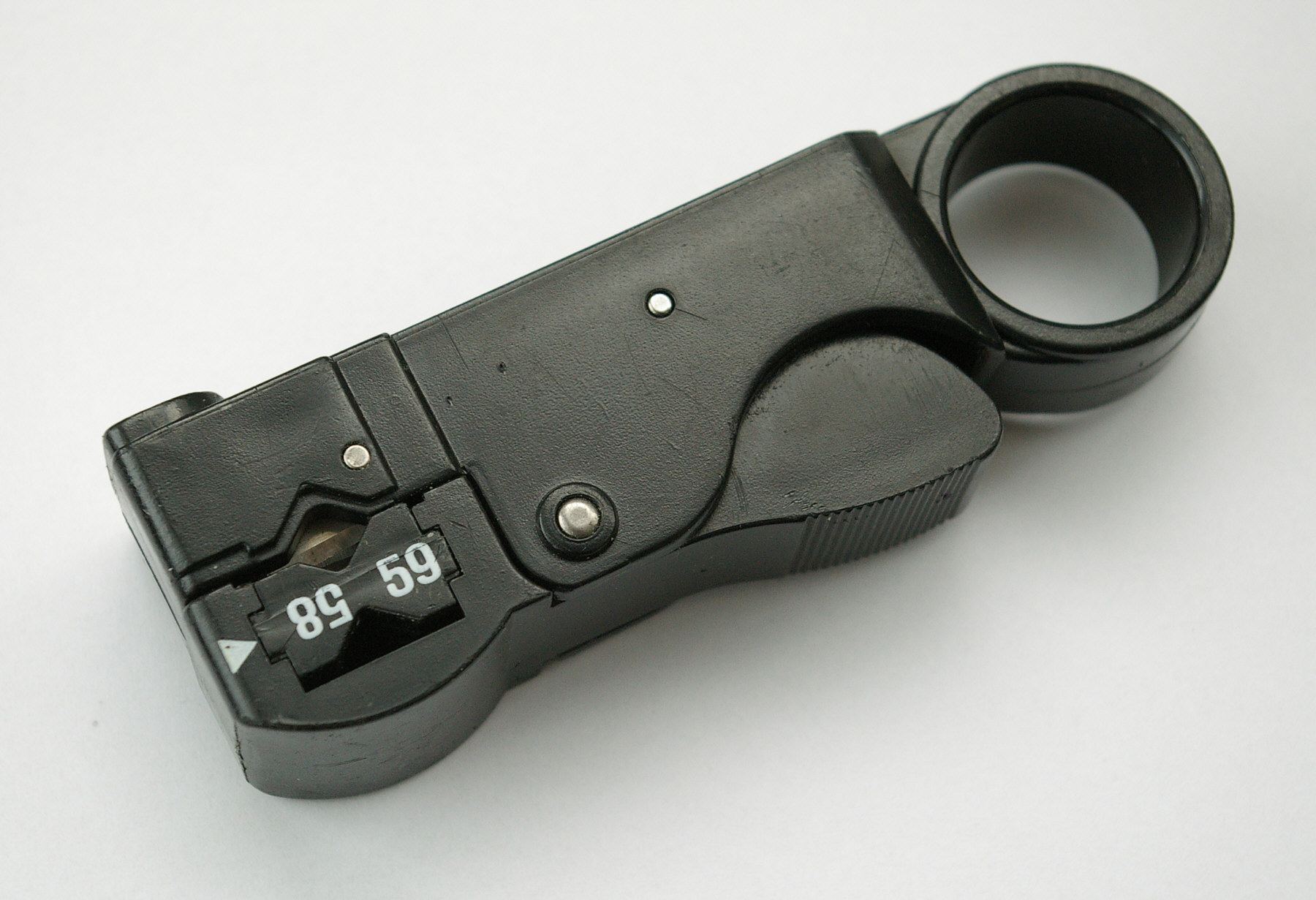
Стриппер для кабеля RG58 (RG59)
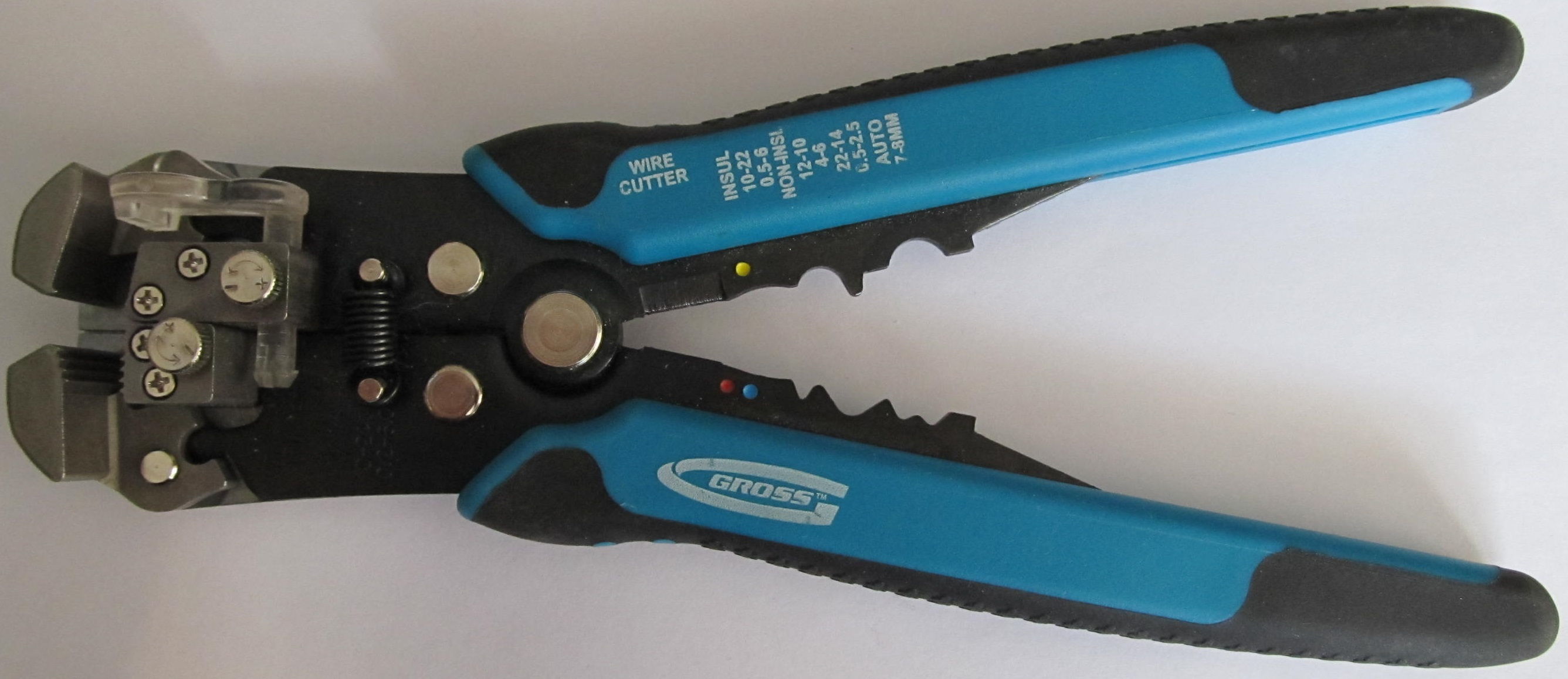
Популярная модель клещей для зачистки провода. Оснащена также кусачками и выступами для обжима наконечников и клемм.
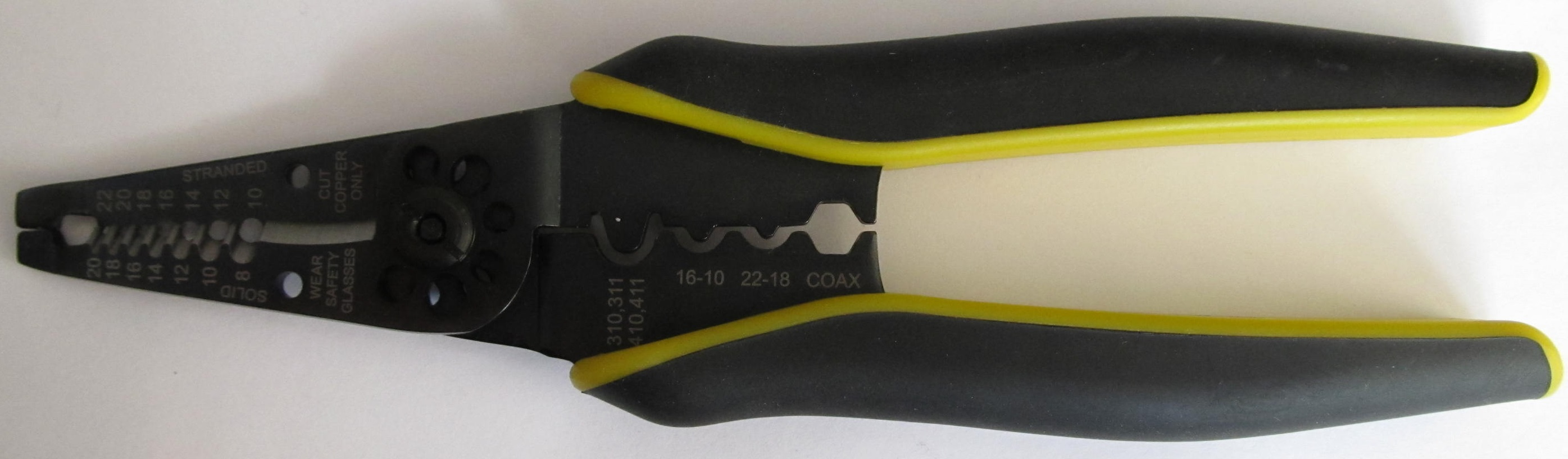
Простые ручные клещи для зачистки провода. Оснащена также кусачками и выступами для обжима наконечников и клемм.
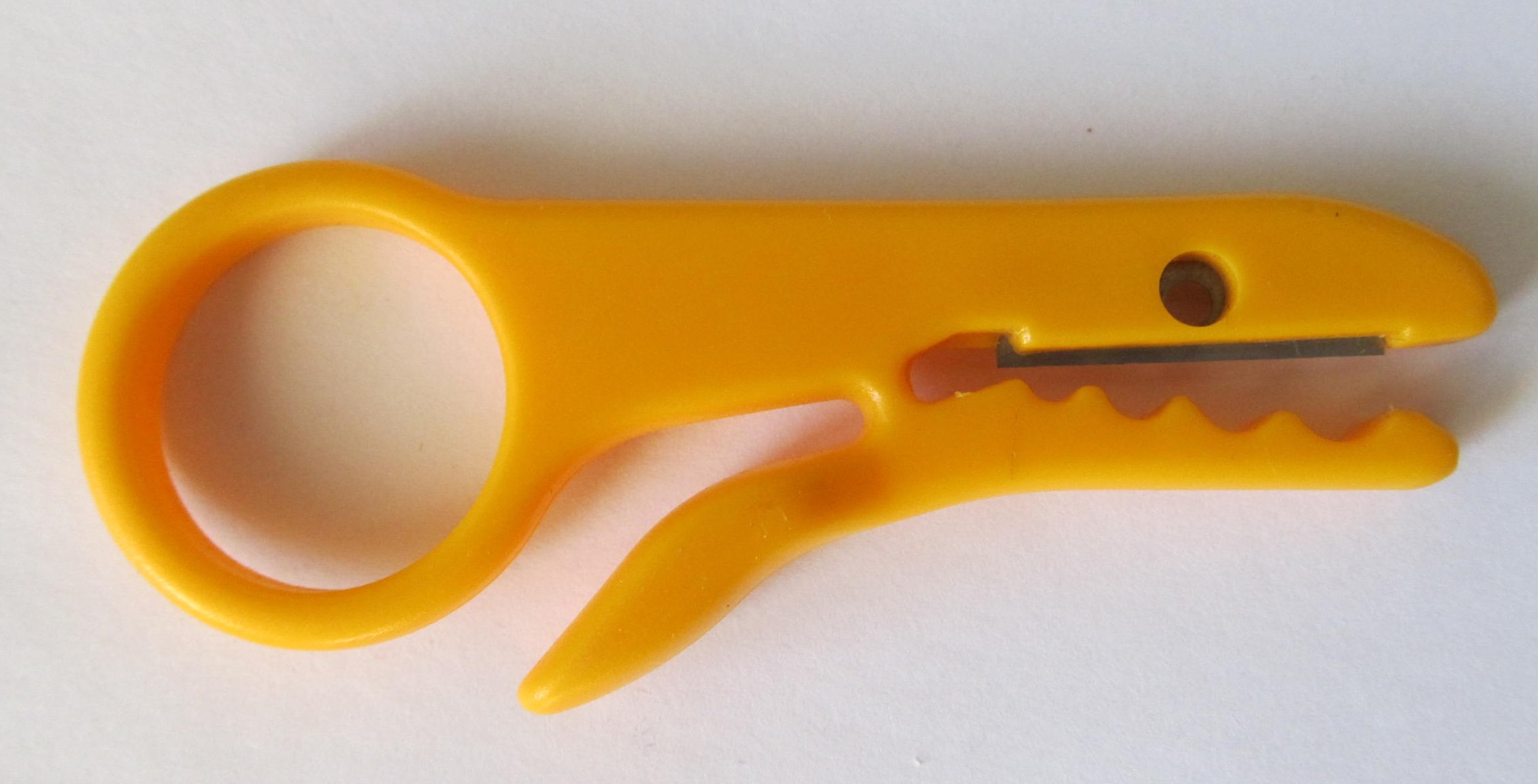
Миниатюрный инструмент для снятия изоляции. Удобен при снятии внешней изоляции с круглых проводов, таких, как витая пара.